# Гасанов, Закир Аскер оглы
Закир Аскер оглы Гасанов (азерб.  Zakir Əsgər oğlu Həsənov род. 6 июня 1959, Астаринский район, АзССР, СССР) — азербайджанский военачальник и государственный деятель. Министр обороны Азербайджанской Республики с 22 октября 2013 года, генерал-полковник (2013).

## Биография
Закир Гасанов родился в 6 июня 1959 года в Астаринском районе.
В 1976 году окончил спецшколу имени Джамшида Нахичеванского, в 1980 году — Бакинское высшее общевойсковое командное училище им. Верховного Совета Азербайджанской ССР.
До 1985 года служил в Группе советских войск в Германии. C 1985 по 1993 год — на службе в Алтайском военном комиссариате Сибирского военного округа. В 1987 году окончил академические курсы Генерального штаба Вооружённых сил СССР.
С 1993 по 2003 годы служил в Главном управлении пограничных войск Министерства национальной безопасности Азербайджана, затем Гасанов был назначен на должность начальника Управления международных отношений Государственной пограничной службы Азербайджана.
В 2003 году присвоено воинское звание генерал-майор.
C 2003 по 2013 год — заместитель министра внутренних дел Азербайджанской Республики — командующий внутренними войсками.
В 2005 году присвоено воинское звание генерал-лейтенант.
22 октября 2013 года назначен Министром обороны Азербайджанской Республики.
В 2013 году присвоено воинское звание генерал-полковник.
Женат. Трое детей.

## Награды
- Медаль «За отличие на границе» (15 декабря 1998 года)[3]
- Медаль «За военные заслуги» (16 августа 2002 года)[3]
- Орден «Азербайджанское знамя» (30 июня 2004 года)[3]
- Медаль «За Родину» (11 марта 2008 года)[3]
- Орден «Слава» (5 июня 2019 года) — за заслуги в повышении боеспособности Вооружённых сил Азербайджанской Республики[4]
- Орден «Победа» (9 декабря 2020 года) — за высокий профессионализм при управлении боевыми операциями во время освобождения территорий и восстановления территориальной целостности Азербайджанской Республики, а также за мужество и отвагу при несении военной службы[5]
- Орден «Карабах» (7 ноября 2023 года)[6]
- Медали СССР